# Sant Avit (Tarn)
Sant Avit (en francès Saint-Avit) és un municipi francès situat al departament del Tarn i a la regió d'Occitània. Es troba al peu de la Muntanya Negra.

## Demografia
| 1962                                       | 1968 | 1975 | 1982 | 1990 | 1999 | 2006 |
| ------------------------------------------ | ---- | ---- | ---- | ---- | ---- | ---- |
| 130                                        | 143  | 126  | 123  | 135  | 121  | 189  |
| Des de 1962: població sense dobles comptes |      |      |      |      |      |      |

## Administració
| Període | Identitat        | Partit |
| ------- | ---------------- | ------ |
| 2001-   | Michel Le Tanter |        |